# Конвой SO-904 (жовтень 1943)
Конвой SO-904 (жовтень 1943 року) — японський конвой часів Другої світової війни, проведення якого відбувалось у жовтні — листопаді 1943 року.
Конвой сформували у важливому японському транспортному хабі Палау (на заході Каролінських островів), а місцем його призначення був Рабаул — головна передова база в архіпелазі Бісмарка, з якої провадились операції на Соломонових островах та сході Нової Гвінеї.
До складу конвою SO-904 увійшли транспорти «Курамасан-Мару», «Макассар-Мару», «Тайхо-Мару» та Наплес-Мару. Ескорт складався з мисливців за підводними човнами CH-37 та CH-38.
29 жовтня 1943 року судна вийшли з Палау та попрямували на південний схід, а 6 листопада конвой прибув до Рабаула (хоча SO-904 зміг пройти без втрат, проте «Наплес-Мару» загине вже у зворотному рейсі).
Можна відзначити, що в листопаді між Палау та Рабаулом пройде ще один конвой із тим же ідентифікатором SO-904.